# 600 Musa
600 Musa је астероид главног астероидног појаса. Приближан пречник астероида је 24,90 ,
а средња удаљеност астероида од Сунца износи 2,659 астрономских јединица (АЈ).
Инклинација (нагиб) орбите у односу на раван еклиптике је 10,197 степени, а орбитални период износи 1584,210 дана (4,337 године). Ексцентрицитет орбите астероида износи 0,054.
Апсолутна магнитуда астероида износи 10,18 а геометријски албедо 0,241.
Астероид је откривен 14. јуна 1906. године.